# Хильдуин III (граф Мондидье)
Хильдуин III (фр. Hilduin III de Ramerupt; ум. не ранее 1032) — сеньор Рамрю, граф Мондидье.
Сын Хильдуина II де Рамрю. Брат Манассеса (ум. 1037), первого графа Даммартена.

## Семья
Имя жены не известно, происхождение не выяснено. Возможно, что она была племянницей Ги, архиепископа Реймса, и вторым браком вышла замуж за Рено, графа Суассона.
Дети:
- Манассес, видам Реймса, отец Манассеса, архиепископа Реймса (1070—1085).
- Хильдуин IV (ум. 1063) — сеньор Рамрю, граф Мондидье и Руси.
- Росней (Ронако).